# 류셰닝
류셰닝(중국어 간체자: 刘些宁, 정체자: 劉些寧, 병음: Liú Xiēníng, 한자음: 류사녕, 영어: Sally, 1996년 12월 23일 ~ )은 중국의 가수이자 무용가, 배우로, 중국의 걸 그룹 경당소녀 303의 일원이다. 소속사는 하오하오방양이다.

## 약력
2020년 5월 2일, 동영상 사이트 플랫폼 텐센트 비디오에서 주최한 걸 그룹 결성 프로젝트 서바이벌 프로그램 《창조영 2020》에 참가하였다. 7월 4일, 최종 순위 발표식에서 '제6위'를 차지하여, 프로젝트 걸 그룹 경당소녀 303의 일원이 되었다.
원래는 대한민국의 걸 그룹 구구단의 일원 이었지만 불미스러운 일로 대한민국이 아닌 중국에서만 활동을 하게 됐다.

## 음악 작품

### 싱글
| 발매일          | 곡 명칭                                       | 곡 설명                                                                                         | 각주 |
| 2020년 2월 21일 | 《피어나는 시간을 가져보자》 (留些绽放的时间) | - 작사: 청스지아(程诗迦) - 작곡: 청스지아(程诗迦) - 편곡: 두위천(杜钰宸) - 레이블: 하오하오방양 |      |

## 영상 작품

### 드라마
| 방영일          | 방송사 | 제목                                                        | 배역                       | 각주 |
| 2019년 4월 15일 | 망고TV | 《니호, 대방변우》 (你好，对方辩友) (Hello Debate Opponent) | 이혜군 (리훼이쥔) (李慧君) |      |

### 프로그램
| 일시                    | 방송사        | 제목                    | 각주                   |
| 2017년 3월 23일         | OnStyle       | 《주제파티》 (主题派对) | 사회자                 |
| 2020년 5월 2일－7월 4일 | 텐센트 비디오 | 《창조영 2020》         | 참가자 (최종 순위 6위) |